# Aneflomorpha subpubescens
Aneflomorpha subpubescens är en skalbaggsart som först beskrevs av Leconte 1862.  Aneflomorpha subpubescens ingår i släktet Aneflomorpha och familjen långhorningar. Inga underarter finns listade i Catalogue of Life.